# Medalha dos Feridos de Guerra
A Medalha dos Feridos de Guerra (em francês:  Médaille des blessés de guerre) é uma condecoração militar francesa que testemunha a gratidão da Nação aos militares feridos na guerra ou durante uma operação externa (OPEX). Em 2024, o seu agraciamento foi estendido aos feridos em operações internas.

## História
A Medalha dos Feridos de Guerra foi uma evolução da insígnia dos feridos militares foi criada durante a Primeira Guerra Mundial, originalmente uma mera insígnia na forma de uma fita concedida por ferimentos recebidos no cumprimento do dever ao enfrentar o inimigo. A insígnia foi estabelecida pela lei de 11 de dezembro de 1916, baseada numa ideia do escritor nacionalista Maurice Barrès; defensor da Federação Nacional dos Inválidos e presidente da Liga dos Patriotas. Em 1915, lançou um primeiro apelo nas colunas do jornal l'Écho de Paris de 28 de março, depois outro no de 10 de junho, para colocar em evidência aos demais "um homem cujos ferimentos, enfermidades e doenças vêm de um ato de guerra".
Embora originalmente estabelecida como uma medida temporária, a insígnia sobreviveu por um século de uma forma ou de outra. Uma variedade de medalhas não-oficiais na forma de uma estrela esmaltada vermelha suspensa por uma fita apareceu muito cedo e, embora toleradas pelas autoridades, não eram oficiais até recentemente.
Na Segunda Guerra Mundial, a sua atribuição foi concedida aos soldados feridos, prisioneiros de guerra, deportados e internados da Resistência; e depois estendida aos soldados feridos de conflitos mais recentes. Cem anos depois, pelo decreto nº 2016-1130 de 17 de agosto de 2016 (já codificado), a insígnia dos feridos militares é substituída pela medalha. Sua classificação protocolar é definida por decreto de 22 de fevereiro de 2019.

## Agraciamento
Têm direito a usar a medalha dos feridos de guerra:
- Os militares que sofreram ferimentos de guerra, físicos ou psicológicos, constatados pelo serviço de saúde das forças armadas e aprovados pelo Ministro da Defesa;
- Os prisioneiros de guerra feridos física ou psicologicamente durante a sua detenção;
- Sem prejuízo do disposto no artigo D. 355-16 do código de pensões militares por invalidez e das vítimas de guerra, deportados e internados resistentes, bem como outros atuais titulares desta insígnia, têm direito ao uso da Medalha do Feridos de Guerra.

Os ferimentos de guerra ou serviço comissionado são reconhecidos e aprovados, utilizando um certificado de origem do ferimento, relatório detalhado, notificação de pensão, etc., pelas diferentes direções dos militares das quatro forças armadas. A sua atribuição foi estendida, a partir de 1º de janeiro de 2024, aos militares feridos por terceiro hostil ou em presença de ameaça iminente, durante operação ou missão interna de proteção militar do território nacional.
O direito ao uso da medalha não está sujeito à sua entrega. Está disponível na Casa da Moeda de Paris, assim como as condecorações oficiais. É classificada imediatamente acima da Medalha da Gendarmaria Nacional na ordem de precedência.

## Características
A Medalha dos Feridos de Guerra é constituída por um módulo de bronze dourado, de 30mm, constituído por uma estrela de cinco pontas em esmalte vermelho brilhante rodeada por uma coroa de meias folhas de carvalho, meias folhas de louro, presas por uma fita de 50mm de comprimento e 30mm de largura composta do seguinte modo:
- uma borda branca de 1mm;
- uma faixa azul de 5mm;
- uma faixa branca de 1mm;
- uma faixa azul de 4mm;
- uma faixa branca de 1mm;
- uma faixa amarela de 3mm;
- uma faixa branca de 1mm  em ambos os lados;
- uma faixa central vermelho-sangue de 3mm.

Cada ferimento adicional é marcado por uma estrela esmaltada vermelha brilhante na fita da medalha. A barreta da medalha é um retângulo da fita descrita acima, com o comprimento igual à largura da fita e 10mm de altura. Os ferimentos são marcados na barreta com tantas estrelas quantas ela puder conter.
| Medaille_des_blesses_de_guerre_ribbon.svg                  | Medaille_des_blesses_de_guerre_(avec_1_etoile)_ribbon.svg  | Medaille_des_blesses_de_guerre_(avec_2_etoiles)_ribbon.svg |
| Medaille_des_blesses_de_guerre_(avec_3_etoiles)_ribbon.svg | Medaille_des_blesses_de_guerre_(avec_4_etoiles)_ribbon.svg | Medaille_des_blesses_de_guerre_(avec_5_etoiles)_ribbon.svg |

## Galeria

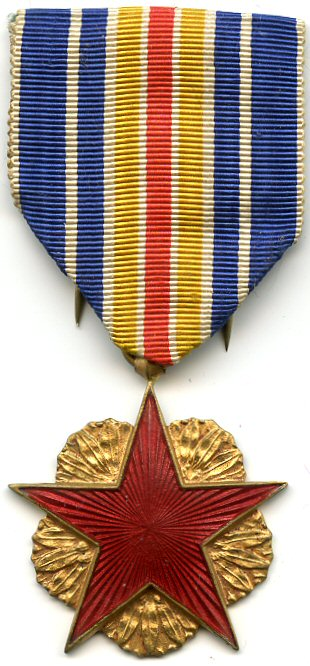
Medalha não-oficial do 1º tipo.
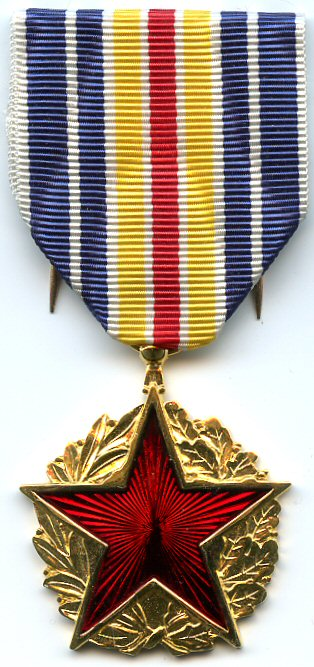
Medalha não-oficial do 2º tipo.
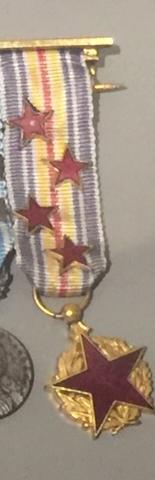
A miniatura da medalha com 4 estrelas.
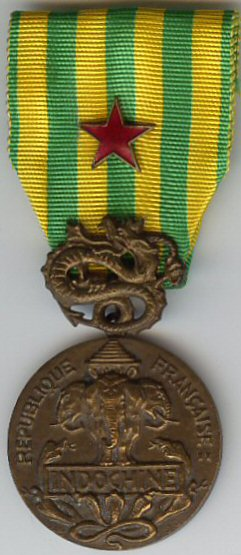
Medalha comemorativa da Indochina com uma estrela.